# Zevenheuvelenloop 2017
De Zevenheuvelenloop 2017 vond plaats op 19 november 2017 in Nijmegen. Het was de 34e editie van deze loop. 
De omstandigheden waren deze editie bij de start redelijk goed met een temperatuur van 8 graden, zon en een matige wind. Gedurende de wedstrijd werd de wind echter krachtiger uit noordwestelijke richting (laatste zes kilometer tegenwind) en werden de (recreatieve) lopers geconfronteerd met enkele buien.
De wedstrijd bij de mannen werd gewonnen door de Oegandees Joshua Cheptegei in 41.16. Met deze tijd was hij slechts drie seconden langzamer dan het huidige  wereldrecord op de 15 km, gelopen in de editie van 2010 door Leonard Komon. De 21-jarige, die de twee voorgaande edities ook won, werd de eerste zeven kilometer geholpen door hazen in zijn wereldrecordpoging. Daarna kwam hij alleen te lopen. Vanwege de toenemende (tegen)wind in de laatste fase van de wedstrijd liep hij net niet snel genoeg en miste hij de bonus van 50.000 euro die was uitgeloofd voor een nieuw wereldrecord.
Snelste Nederlander was Khalid Choukoud op een elfde plaats. 
Bij de vrouwen won de Ethiopische Birke Debele in 48.52. Het was een spannende, tactische eindstrijd, waarin de eerste vier vrouwen tot op het einde bij elkaar bleven lopen. Eerste Nederlandse werd Ruth van der Meijden op de achtste plaats.
In totaal finishten 21.190 lopers.

## Uitslagen

### Mannen
| rang   | naam                 | land | tijd  |
| ------ | -------------------- | ---- | ----- |
| Goud   | Joshua Cheptegei     | UGA  | 41.16 |
| Zilver | Amdework Walelegn    | ETH  | 42.40 |
| Brons  | Noah Kipkemboi       | KEN  | 42.43 |
| 4      | Yenew Alamirew       | ETH  | 43.33 |
| 5      | Mekonnen Gebremedhin | ETH  | 43.35 |
| 6      | Tappei Sakaguchi     | JPN  | 43.36 |
| 7      | Abbabiya Simbassa    | USA  | 43.37 |
| 8      | Stephen Kissa        | UGA  | 43.43 |
| 9      | Philemon Kacheran    | KEN  | 44.27 |
| 10     | Callum Hawkins       | GBR  | 44.45 |
| 11     | Khalid Choukoud      | NED  | 44.47 |
| 12     | Tomoki Ota           | JPN  | 44.48 |
| 13     | Nick Van Peborgh     | BEL  | 44.51 |
| 14     | Jonny Mellor         | GBR  | 44.53 |
| 15     | Bart van Nunen       | NED  | 45.24 |
| 16     | Yuki Nakamura        | JPN  | 45.30 |
| 17     | Mohamed Ali          | NED  | 45.34 |
| 18     | Abel Sikowo          | UGA  | 45.53 |
| 19     | Joeri Wolf           | NED  | 45.54 |
| 20     | Andy Davies          | GBR  | 46.19 |
| 21     | Marius Ionescu       | ROU  | 46.34 |
| 22     | Jeroen Hendrickx     | BEL  | 46.35 |
| 23     | Lucas Nieuweboer     | NED  | 46.41 |
| 24     | Edwin de Vries       | NED  | 47.02 |
| 25     | Leonard Komon        | KEN  | 47.23 |

### Vrouwen
| rang   | naam                    | land | tijd  |
| ------ | ----------------------- | ---- | ----- |
| Goud   | Birke Debele            | ETH  | 48.52 |
| Zilver | Mercyline Chelangat     | UGA  | 48.54 |
| Brons  | Evaline Chirchir        | KEN  | 48.54 |
| 4      | Sofia Assefa            | ETH  | 48.56 |
| 5      | Rose Chelimo            | KEN  | 49.08 |
| 6      | Ancuta Bobcel           | ROU  | 50.22 |
| 7      | Rika Kaseda             | JPN  | 50.24 |
| 8      | Ruth van der Meijden    | NED  | 51.06 |
| 9      | Rino Goshima            | JPN  | 52.13 |
| 10     | Jacelyn Gruppen         | NED  | 53.21 |
| 11     | Irene van Lieshout      | NED  | 53.39 |
| 12     | Kanade Furuya           | JPN  | 53.46 |
| 13     | Tirza van der Wolf      | NED  | 54.09 |
| 14     | Naruha Sato             | JPN  | 54.45 |
| 15     | Josien Scheepens        | NED  | 54.51 |
| 16     | Jessica Oosterloo       | NED  | 54.56 |
| 17     | Lesley Smit             | NED  | 55.21 |
| 18     | An Bennema              | NED  | 55.56 |
| 19     | Tess Boekema            | NED  | 56.04 |
| 20     | Maaike Caelers          | NED  | 56.17 |
| 21     | Mireille Baart (1e V35) | NED  | 56.18 |

1984 ·
1985 ·
1986 ·
1987 ·
1988 ·
1989 ·
1990 ·
1991 ·
1992 ·
1993 ·
1994 ·
1995 ·
1996 ·
1997 ·
1998 ·
1999 ·
2000 ·
2001 ·
2002 ·
2003 ·
2004 ·
2005 ·
2006 ·
2007 ·
2008 ·
2009 ·
2010 ·
2011 ·
2012 ·
2013 ·
2014 ·
2015 ·
2016 ·
2017 ·
2018 ·
2019 ·
2022